# 漢普斯特德 (新罕布什爾州)
漢普斯特德（英語：Hampstead）是一個位於美國新罕布什爾州羅京安縣的鎮。

## 人口
根據2020年美國人口普查的數據，漢普斯特德的面積為36.50平方千米，當中陸地面積為34.80平方千米，而水域面積為1.70平方千米。當地共有人口8998人，而人口密度為每平方千米247人。